# Девід Шиклер
Девід Шиклер (англ. David Schickler; нар. 30 липня 1969, Рочестер, Нью-Йорк, США) — американський письменник, сценарист та продюсер. Найбільш відомий за працею над телесеріалом «Банші», автором ідеї, сценаристом та виконавчим продюсером якого він був.

## Життєпис
Народився 30 липня 1969 року в місті Рочестер, штат Нью-Йорк, США. 
Закінчив Джорджтаунський університет у 1991 році та Колумбійський університет в 1995 році.
Викладав англійську літературу в приватній школі у рідному Рочестері. Працював позаштатним сценаристом телевізійних фільмів. 
У 2001 році він отримав премію О. Генрі за оповідання «Курець», яке вперше було опубліковано у «Нью-Йоркері».

## Фільмографія

### Автор ідеї
| Назва (укр.) | Назва (англ.) | Рік       | Мережа  | Примітки                               |
| ------------ | ------------- | --------- | ------- | -------------------------------------- |
| Банші        | Banshee       | 2013–2016 | Cinemax | У співавторстві з Джонатаном Троппером |

### Продюсер
| Назва (укр.)        | Назва (англ.)   | Рік       | Примітки                                     |
| ------------------- | --------------- | --------- | -------------------------------------------- |
| Банші               | Banshee         | 2013–2014 | виконавчий продюсер (1–2 сезон; 20 епізодів) |
| Банші: Передісторія | Banshee Origins | 2013–2014 | виконавчий продюсер (1–2 сезон; 20 епізодів) |

### Сценарист
| Назва (укр.)        | Назва (англ.)   | Рік       | Примітки              |
| ------------------- | --------------- | --------- | --------------------- |
| Банші               | Banshee         | 2013–2014 | 10 епізодів           |
| Банші: Передісторія | Banshee Origins | 2013      | 13 епізодів (1 сезон) |